# Przyborze, Tỉnh West Pomeranian

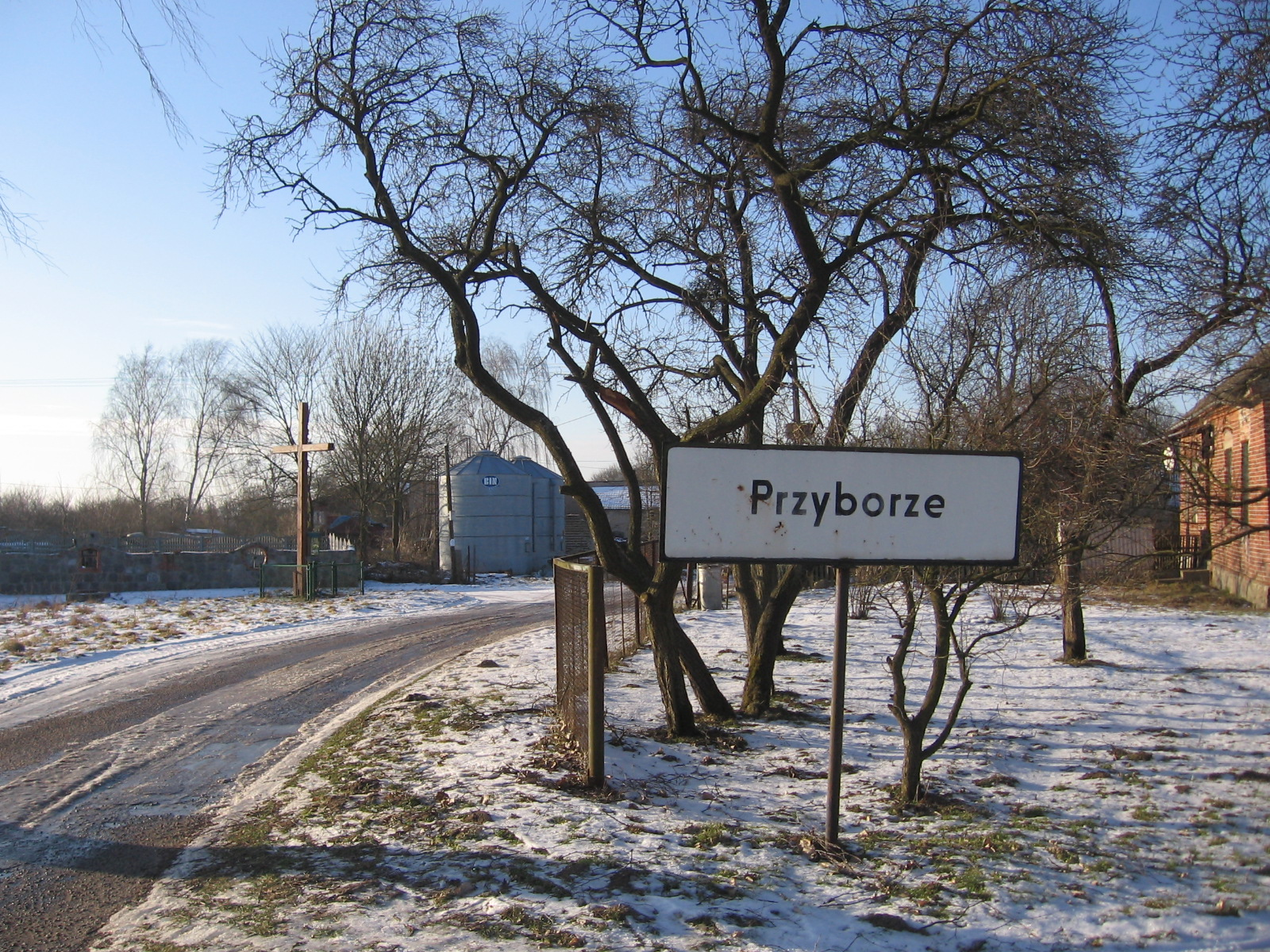
Bảng przyborze

Przyborze [pʂɨˈbɔʐɛ] là một ngôi làng ở Ba Lan, trong Zachodniopomorskie, trong Łobeski, trong Gmina Lobez, nằm khoảng 7 km từ Lobez. Đó là một ví dụ về phát triển ruy băng.
Przyborze nằm trên một ngọn đồi có độ dốc lớn (chênh lệch giữa điểm cao nhất và điểm thấp nhất là 50 m). Lối vào làng là một đại lộ với cây cối - bạch dương, nhái và liễu. Nó được kết nối với một con đường voivodeship 148., dẫn vào các đường phố ngoại vi Łobez (đường Nowe Osiedle).
Các tài liệu lần đầu tiên đề cập đến Przyborze vào thế kỷ 16. Từ thời Trung Cổ đến thế kỷ 19 làng là một thái ấp của Borcke gia đình. Năm 1945, chủ sở hữu của nó là gia đình Rohrschneider.
Ở vùng ngoại ô của Przyborze có một nghĩa trang cũ của Tin Lành-Augsburg từ thế kỷ 19, nơi bảo tồn những cây thánh giá bằng sắt cổ (lâu đời nhất là từ năm 1862). Ngôi mộ cổ nhất của một chủ đất Carl Gottlib là từ năm 1858. Các nghĩa trang còn nổi tiếng với các ivy chung, trong đó phát triển trên cây và nó bắt nguồn dày như một cánh tay của một người trưởng thành của con người.
Xung quanh thành phố cũng có những vách đá gần sông Rega, cao tới 50 mét. Ở phía nam của các tòa nhà dân cư là một hòn đá có đường kính 9,1 m, được mang đến từ Scandinavia một ngàn năm trước.
Từ 1975 đến 1998 Przyborze là một phần của Szczecin Voivodeship.